# Крістіан Макбрайд
Крістіан Макбрайд (англ. Christian McBride; нар. 31 травня 1972, Філадельфія, Пенсільванія, США) — американський джазовий басист, композитор і аранжувальник. З'явився на більш ніж 300 записах як сайдмен, а також є семиразовим володарем премії Греммі.
Макбрайд виступав і записувався з низкою джазових музикантів і ансамблів, включаючи Фредді Габбарда, Маккоя Тайнера, Гербі Генкока, Пата Метіні, Джо Хендерсона, Дайану Кролл, Роя Гейнса, Чика Коріа, Вінтона Марсаліса, Едді Палм'єрі, Джошуа Редмана, Рея Брауна та Джона Клейтона у складі SuperBass; а також з поп, хіп-хоп, соул-музикантами та виконавцями класичної музики: Стінгом, Полом Маккартні, Селін Діон, Айзеком Хейзом, The Roots, Квін Латіфою, Кетлін Беттл, Рене Флемінг, Карлі Саймон, Брюсом Хорнсбі.

## Біографія
Макбрайд народився у Філадельфії 31 травня 1972 року. Починав грати на бас-гітарі, але пізніше перейшов на контрабас. Навчався в Джульярдській школі.

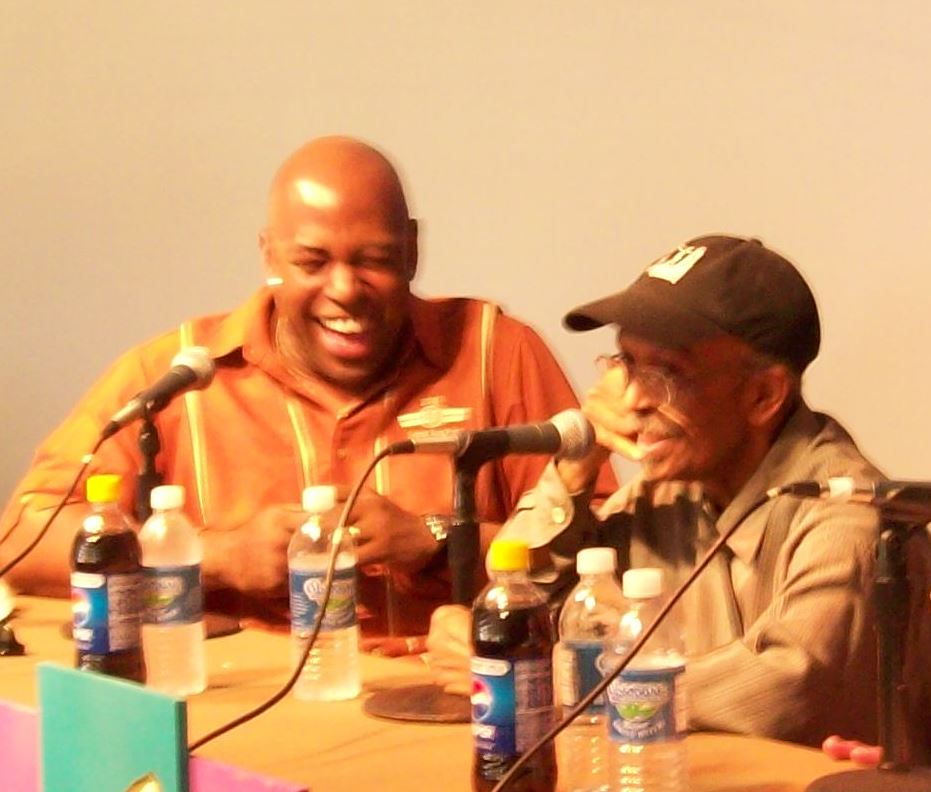
Макбрайд із Джиммі Хітом

Макбрайд приєднався до групи саксофоніста Боббі Вотсона у віці 17 років. З 17 до 22 він грав у групах більш дорослих музикантів, таких як Вотсон, Фредді Хаббард, Бенні Голсон, Джордж Дюк, Мілт Джексон, Джей Джей Джонсон і Хенк Джонс, а також його однолітків Роя Харгроува, Бенні Гріна та Джошуа Редмана. В 1996 джазовий басист Рей Браун разом з Макбрайдом і його протеже Джоном Клейтоном сформували групу під назвою SuperBass. Група випустила два альбоми: SuperBass: Live at the Scullers (1997) і SuperBass 2: Live at the Blue Note (2001).
Макбрайд грав у складі квартету саксофоніста Джошуа Редмана на початку 1990-х років спільно з піаністом Бредом Мелдау та барабанщиком Браяном Блейдом. Макбрайд почав керувати власними групами у 1995 році після випуску дебютного альбому Gettin' to It (Verve). Саксофоніст Тім Варфілд, піаністи Чарльз Крейг і Джої Кальдераццо, а також барабанщики Карл Аллен і Грег Хатчінсон входять до музикантів, які грали в ранніх складах Макбрайда. З 2000 по 2008 рік Макбрайд керував власним ансамблем Christian McBride Band із саксофоністом Роном Блейком, піаністом Джеффрі Кізером та барабанщиком Терреоном Галлі. Гурт випустив два альбоми: Vertical Vision (Warner Bros., 2003) та Live at Tonic (Ropeadope, 2006).
У 1996 році Макбрайд зробив свій внесок в альбом на підтримку СНІДу «Offbeat: A Red Hot Soundtrip», випущений Red Hot Organization.
Макбрайд в основному грає на контрабасі, але також він не менш майстерний у грі на бас-гітарі. На ній він грав в обох альбомах «The Philadelphia Experiment», у записі яких також брали участь клавішник Урі Кейн і хіп-хоп барабанщик Ахмір «Questlove» Томпсон. Інші проекти включали виступи та записи з тріо Пета Метіні, тріо Брюса Хорнсбі та Квін Латіфа. Як і Пол Чемберс, Макбрайд може солювати, граючи в басовому стилі арко.
У 2006 році Макбрайд був призначений на посаду креативного голови джазу філармонії Лос-Анджелеса, замінивши Дайану Рівз. З ним було підписано дворічний контракт, який пізніше було продовжено ще на два роки. Його змінив Хербі Хенкок в 2010.
Макбрайд виступив із Сонні Роллінзом і Роєм Хейнсом у Карнегі-холі 18 вересня 2007 року в ознаменування 50-річчя першого виступу Роллінза там. Макбрайд також був обраний CBS як продюсер триб'ют Роллінзу у передачі Премії Центру Кеннеді 2011 року.
У 2008 році Макбрайд приєднався до Джона Маклафліна, Чіка Коріа, Кенні Гарретта і Вінні Колаюти у фьюжн-супергрупі під назвою Five Peace Band. Вони випустили альбом у лютому 2009 року і завершили світове турне в травні того ж року, коли Брайан Блейд замінив Вінні Колайуту в Азії та на деяких концертах у США. Альбом Five Peace Band Live отримав премію Греммі 2010 року за найкращий джазовий інструментальний альбом.
У 2011 році Макбрайд випустив свій перший альбом біг-бенду The Good Feeling, за який отримав премію Греммі в номінації найкращий виступ великого джазового ансамблю.
Макбрайд очолює п'ять груп: Inside Straight, до складу якої входять альт і сопрано-саксофоніст Стів Уілсон, вібрафоніст Уоррен Вольф, піаніст Пітер Мартін та барабанщик Карл Аллен; тріо з піаністом Крістіаном Сендсом і барабанщиком Джеромом Дженнінгсом; його біг-бенд із 18 осіб; експериментальна група під назвою A Christian McBride Situation з піаністом Патрісом Рашеном, тернтейблістами DJ Logic та Джахі Санденсом, саксофоністом Роном Блейком та вокалісткою Елісон Вільямс; і New Jawn з трубачем Джошем Евансом, саксофоністом Маркусом Стриклендом і барабанщиком Нешитом Уейтсом.
У березні 2016 року Макбрайд був призначений художнім керівником Ньюпортського джазового фестивалю, змінивши засновника та художнього керівника фестивалю Джорджа Вейна.
Макбрайд веде радіошоу NPR «Jazz Night In America».
У 2018 році був випущений альбом «Christian McBride's New Jawn», записаний у складі квартету без фортепіано, за участю трубача Джоша Еванса, тенор-саксофоніста Маркуса Стрикленда і барабанщика Нешіта Уейтса. Через рік був записаний спільний лайв-альбом з Чіком Коріа і Браяном Блейдом під назвою «Trilogy 2», який як і «Christian McBride's New Jawn» був удостоєний премії Греммі.
У лютому 2020 року Макбрайд випустив свою роботу для великого ансамблю «The Movement Revisited: Musical Portrait of Four Icon», присвячену життю знаменитих лідерів захисту цивільних прав Мартіна Лютера Кінга, Малкольма Ікс, Рози Паркс і Мухаммеда Алі. У вересні того ж року було випущено альбом у складі біг-бенду під назвою For Jimmy, Wes and Oliver. Це данина поваги таким джазовим виконавцям як Джиммі Сміт, Уес Монтгомері та Олівер Нельсон. Також Макбрайд приєднався до складу Джошуа Редмана в альбомі «RoundAgain», де відбулося возз'єднання квартету 90-х років з піаністом Бредом Мелдау і барабанщиком Брайаном Блейдом.

## Особисте життя
Крістіан одружений на джазовій співачці та педагогу Меліссі Вокер. Уокер за участю Макбрайда очолила Jazz House Kids, джазову школу в їхньому рідному місті Монклер, штат Нью-Джерсі. Щоліта вони обидва виступають на джазовому фестивалі в місті, разом із студентськими колективами під керівництвом кураторів, професійними колективами, що складаються з викладачів, та запрошеними артистами.
Макбрайд поділився історією своїх перших зустрічей із Фредді Хаббардом у радіо-шоу «The Gig» та своїми стосунками з Джеймсом Брауном у підкасті «Mr. Soul On Top» на The Moth Radio Hour, присвячені розповіді історій.

## Дискографія

### Як лідер
| Рік  | Назва                        | Лейбл        | Склад/Примітки                                                |
| ---- | ---------------------------- | ------------ | ------------------------------------------------------------- |
| 1994 | Gettin' to It                | Verve        |                                                               |
| 1995 | Number Two Express           | Verve        |                                                               |
| 1998 | A Family Affair              | Verve        |                                                               |
| 2000 | SciFi                        | Verve        |                                                               |
| 2000 | The Philadelphia Experiment  | Ropeadope    |                                                               |
| 2002 | Vertical Vision              | Warner Bros. |                                                               |
| 2005 | Live at Tonic                | Ropeadope    |                                                               |
| 2009 | Kind of Brown                | Mack Avenue  |                                                               |
| 2011 | The Good Feeling             | Mack Avenue  | Премія Греммі за найкращий альбом великого джазового ансамблю |
| 2011 | Conversations with Christian | Mack Avenue  |                                                               |
| 2013 | People Music                 | Mack Avenue  |                                                               |
| 2013 | Out Here                     | Mack Avenue  |                                                               |
| 2015 | Live at the Village Vanguard | Mack Avenue  | Премія Греммі за найкраще імпровізоване джазове соло          |
| 2017 | Bringin' It                  | Mack Avenue  | Премія Греммі за найкращий альбом великого джазового ансамблю |
| 2018 | Christian McBride's New Jawn | Mack Avenue  |                                                               |
| 2020 | The Movement Revisited       | Mack Avenue  |                                                               |
| 2020 | For Jimmy, Wes and Oliver    | Mack Avenue  |                                                               |

### Компіляції
- It's Christmas on Mack Avenue (Mack Avenue, 2014)

### Як сайдмен
| Артист                       | Название альбома                                      | Год  | Примечания                                                  |
| ---------------------------- | ----------------------------------------------------- | ---- | ----------------------------------------------------------- |
| Уоллес Роні                  | Obsession                                             | 1990 |                                                             |
| Гері Бартц                   | Shadows                                               | 1991 |                                                             |
| Рікі Форд                    | Hot Brass                                             | 1991 |                                                             |
| Бенні Грін                   | Greens                                                | 1991 |                                                             |
| Рой Харгроув                 | Public Eye                                            | 1991 |                                                             |
| Х'юстон Персон               | The Lion and His Pride                                | 1991 | Випущений у 1994 році                                       |
| Джо Хендерсон                | Lush Life: The Music of Billy Strayhorn               | 1992 | Премія Греммі за найкраще імпровізоване джазове соло        |
| Бенні Грін                   | That's Right!                                         | 1992 |                                                             |
| Бенні Грін                   | Testifyin': Live at the Village Vanguard              | 1992 |                                                             |
| Фредді Хаббард               | Live at Fat Tuesday's                                 | 1992 |                                                             |
| Етта Джонс                   | Reverse the Charges                                   | 1992 |                                                             |
| Малгрю Міллер                | Hand in Hand                                          | 1992 |                                                             |
| Бенні Картер                 | Legends                                               | 1993 |                                                             |
| Кріс Поттер                  | Presenting Chris Potter                               | 1993 |                                                             |
| Джошуа Редман                | Joshua Redman                                         | 1993 |                                                             |
| Джо Ловано                   | Tenor Legacy                                          | 1993 |                                                             |
| Гарольд Маберн               | Lookin' on the Bright Side                            | 1993 |                                                             |
| Гарольд Маберн               | The Leading Man                                       | 1993 |                                                             |
| Уоллес Роні                  | Munchin'                                              | 1993 |                                                             |
| Девід Сенборн                | Pearls                                                | 1994 |                                                             |
| Пітер Бернштейн              | Signs of Life                                         | 1994 |                                                             |
| Дон Брейден                  | After Dark                                            | 1994 |                                                             |
| Тедді Едвардс                | Tango in Harlem                                       | 1994 |                                                             |
| Бенні Грін                   | The Place To Be                                       | 1994 |                                                             |
| Джошуа Редман                | Moodswing                                             | 1994 |                                                             |
| Бред Мелдау                  | Introducing Brad Mehldau                              | 1995 |                                                             |
| Рой Харгроув                 | Family                                                | 1995 |                                                             |
| Fleurine                     | Meant to be                                           | 1995 |                                                             |
| Джо Ловано                   | Quartets: Live at the Village Vanguard                | 1995 |                                                             |
| Джо Хендерсон                | Double Rainbow: The Music of Antonio Carlos Jobim     | 1995 |                                                             |
| Дайана Кролл                 | Only Trust Your Heart                                 | 1995 |                                                             |
| Джиммі Сміт                  | Damn!                                                 | 1995 |                                                             |
| Маккой Тайнер                | Prelude and Sonata                                    | 1995 |                                                             |
| Майкл Вольф                  | Jumpstart                                             | 1995 |                                                             |
| Сідар Волтон                 | Composer                                              | 1996 |                                                             |
| Джиммі Сміт                  | Angel Eyes: Ballads & Slow Jams                       | 1996 |                                                             |
| Гарольд Маберн               | Mabern's Grooveyard                                   | 1996 |                                                             |
| Джо Хендерсон                | Big Band                                              | 1996 |                                                             |
| Маккой Тайнер                | What the World Needs Now: The Music of Burt Bacharach | 1997 |                                                             |
| Дайана Кролл                 | Love Scenes                                           | 1997 |                                                             |
| Рене Роснес                  | As We Are Now                                         | 1997 |                                                             |
| Чик Коріа                    | Remembering Bud Powell                                | 1997 |                                                             |
| Френк Фостер                 | Leo Rising                                            | 1997 |                                                             |
| Майкл Вольф                  | 2AM                                                   | 1997 |                                                             |
| Фредді Хаббард               | God Bless the Child                                   | 1998 |                                                             |
| Джордж Дюк                   | After Hours                                           | 1998 |                                                             |
| Ютака Шіїна                  | United                                                | 1998 |                                                             |
| Бенні Грін                   | These Are Soulful Days                                | 1999 |                                                             |
| Бенні Грін                   | Naturally                                             | 2000 |                                                             |
| Гарольд Маберн               | Maya with Love                                        | 2000 |                                                             |
| Еліан Еліас                  | Everything I Love                                     | 2000 |                                                             |
| Дайана Кролл                 | The Look of Love                                      | 2001 |                                                             |
| Джим Хол                     | Jim Hall & Basses                                     | 2001 |                                                             |
| Стінг                        | All This Time                                         | 2001 |                                                             |
| Чик Коріа                    | Rendezvous in New York                                | 2002 |                                                             |
| Джордж Дюк                   | Face the Music                                        | 2002 |                                                             |
| Дайана Кролл                 | Live in Paris                                         | 2002 |                                                             |
| Стінг                        | Sacred Love                                           | 2003 |                                                             |
| Девід Санборн                | Time Again                                            | 2003 |                                                             |
| Дайана Кролл                 | The Girl in the Other Room                            | 2004 |                                                             |
| Регіна Белль                 | Lazy Afternoon                                        | 2004 |                                                             |
| Маккой Тайнер                | Illuminations                                         | 2004 | Премія Греммі за найкращий джазовий інструментальний альбом |
| Девід Санборн                | Closer                                                | 2005 |                                                             |
| Кріс Ботті                   | To Love Again: The Duets                              | 2005 |                                                             |
| Джордж Дюк                   | Duke                                                  | 2005 |                                                             |
| Пет Метіні та Антоніо Санчес | Day Trip                                              | 2005 |                                                             |
| Едді Палмієрі                | Listen Here!                                          | 2005 |                                                             |
| Кріс Ботті                   | December                                              | 2006 |                                                             |
| Чик Коріа                    | Super Trio: Corea/Gadd/McBride                        | 2006 |                                                             |
| Хенк Джонс                   | West of 5th                                           | 2006 |                                                             |
| Гері Смулян                  | Hidden Treasures                                      | 2006 |                                                             |
| Брюс Хорнсбі                 | Camp Meeting                                          | 2007 |                                                             |
| Кріс Ботті                   | Italia                                                | 2007 |                                                             |
| Чик Коріа                    | Chillin' In Chelan                                    | 2007 |                                                             |
| Джошуа Редман                | Back East                                             | 2007 |                                                             |
| Маккой Тайнер                | Quartet                                               | 2007 |                                                             |
| Девід Санборн                | Here and Gone                                         | 2008 |                                                             |
| Квін Латіфа                  | Trav'lin' Light                                       | 2008 |                                                             |
| Пет Метіні та Антоніо Санчес | Tokyo Day Trip                                        | 2008 |                                                             |
| Джордж Дюк                   | Dukey Treats                                          | 2008 |                                                             |
| Джеймс Картер                | Heaven on Earth                                       | 2009 |                                                             |
| Чик Коріа та Джон Маклафлін  | Five Peace Band Live                                  | 2009 | Премия Грэмми за лучший джазовый инструментальный альбом    |
| Пол Маккартні                | Kisses on the Bottom                                  | 2012 |                                                             |
| Девід Кікоскі                | Consequences                                          | 2012 |                                                             |
| Макото Озон                  | My Witch's Blue                                       | 2012 |                                                             |
| Чик Коріа                    | Trilogy                                               | 2013 | Премия Грэмми за лучший джазовый инструментальный альбом    |
| Джордж Дюк                   | DreamWeaver                                           | 2013 |                                                             |
| Джозеф Тавадрос              | Permission to Evaporate                               | 2014 |                                                             |
| Пітер Бернштейн              | Signs Live!                                           | 2015 |                                                             |
| Дайана Кролл                 | Wallflower                                            | 2015 |                                                             |
| Крейг Таборн                 | Flaga: Book of Angels Volume 27                       | 2016 |                                                             |
| Дайана Кролл                 | Turn Up the Quiet                                     | 2017 |                                                             |
| Уолтер Сміт III              | Twio                                                  | 2018 |                                                             |
| Чик Коріа                    | Trilogy 2                                             | 2018 | Премія Греммі за найкращий джазовий інструментальний альбом |
| Джошуа Редман                | RoundAgain                                            | 2020 |                                                             |